# Totoyo Millares
Luis Millares Sall (Las Palmas de Gran Canaria, 13 de julio de 1935 - 1 de mayo de 2022), más conocido como Totoyo Millares, fue un músico y compositor español. Está considerado como uno de los intérpretes y divulgadores más importantes del timple contemporáneo, siendo reconocido como el renovador de la interpretación del instrumento y creador del estilo de timple moderno. A través de su escuela enseñó la interpretación del timple a miles de alumnos desde su creación en 1954.

## Biografía
Nació en el seno de una importante familia de intelectuales canarios. Sus padres fueron el poeta y dibujante Juan Millares Carló y la pianista Dolores Sall y Bravo de Laguna. Sus ocho hermanos son también artistas y poetas, como el pintor y grabador Manolo, los poetas Agustín y José María, el humorista gráfico Eduardo o la pintora Jane.
Falleció el primero de mayo de 2022.

## Carrera docente y artística
Sus primeros años transcurrieron entre la playa de las Canteras, en Las Palmas de Gran Canaria y Lanzarote. Ya desde su primera infancia dio muestras de un talento precoz para la música e inspirado por sus hermanos comienza a aprender guitarra y timple de forma autodidacta, con tan solo cinco años. Según sus palabras el interés por el timple le llegó al escuchar a un guardia municipal que solía tocarlo en la playa de las Canteras, de manera que se acabó comprando uno por quince pesetas. Además durante su infancia aprendió también violín, piano y canto. Realizó sus primeras composiciones con tan solo siete años con Mazurca y Polka majorera, inspirada en temas populares canarios. En 1945, con tan solo diez años, comienza a enseñar los rudimentos del timple a personas de su entorno con un método de enseñanza por música y cifra, de su propia creación y que se considera el primer método de enseñanza del timple.
Desde 1950, con quince años, comenzó una actividad docente más sistemática, enseñando en más de 42 colegios de Gran Canaria, y posteriormente en 1954 crea su escuela de timple.
A lo largo de los años su escuela enseñó la práctica del timple a más de 45.000 alumnos, entre los cuales destacan algunos de la talla de José Antonio Ramos. 
Su interés por el folclore canario se desarrolló tras conocer al periodista Nanino Díaz Cutillas, de manera que en octubre de 1969 creó la banda Los Gofiones, uno de los referentes del folclore canario. Con esta banda se propuso rescatar el folclore canario más puro y tradicional, para lo que recorrió las islas en busca de melodías e interpretaciones tradicionales. Totoyo abandonó la banda pocos meses después por diferencias con algunos de sus miembros pero la formación, con distintos integrantes, ha perdurado hasta la actualidad contando en el momento presente con 38 intérpretes de distintos instrumentos. En 1983 creó la primera Orquesta Popular del Timple. También fue el creador de la desaparecida Orquesta de Timples.
Renovó la interpretación del timple demostrando las enormes posibilidades y versatilidad de un instrumento que anteriormente se limitaba al acompañamiento de temas tradicionales canarios. Con Millares, el timple se introdujo por derecho propio en orquestas como un instrumento de música culta y gran expresividad. Anteriormente el timple nunca se punteaba. Totoyo introdujo técnicas de punteo y de rasgueado para interpretaciones como instrumento solista y acompañando a otros instrumentos.
A lo largo de los años editó más de 80 discos entre los que destaca la Antología del Timple en tres volúmenes. Colaboró en numerosos trabajos  con importantes músicos de diversos ámbitos, siendo el primer intérprete que tocó el timple con la Orquesta Filarmónica de Las Palmas.

## Honores y distinciones
En 2015 se le otorga el Premio Canarias en la modalidad de Cultura Popular.

## Discografía selecta
- Antología del Timple, vol. 1, 2 y 3, 1979 BMG/RCA
- Antología del Timple, vol. 2, 1987
- Clásicos Canarios, 1998
- Las Manos del Maestro, con José Antonio Ramos, 2006
- La leyenda del Timple, libro y CD, MESTISAY, 2009